# Regionalpark Pagramantis

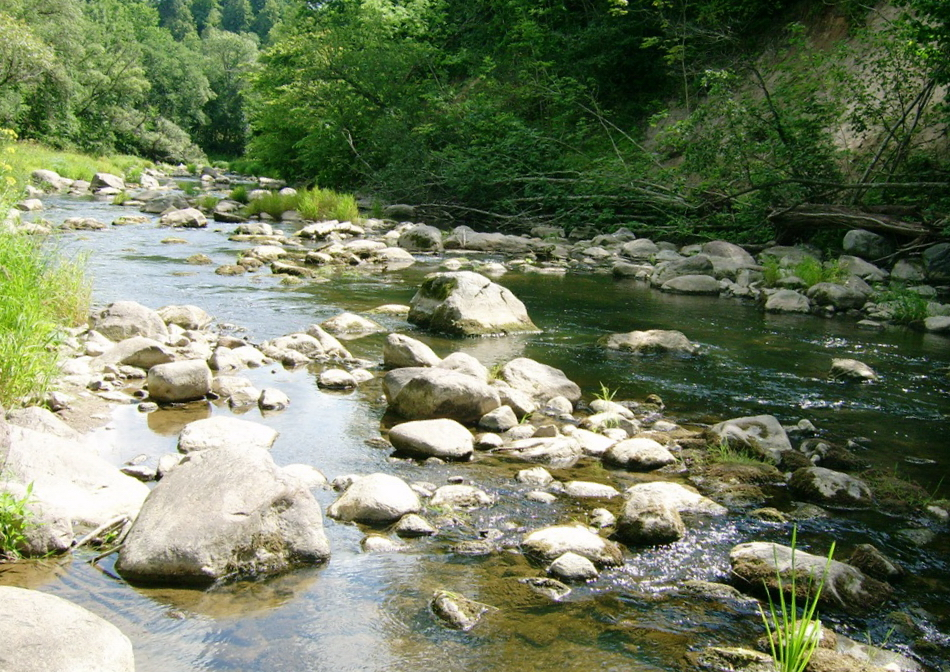
Akmena

Der Regionalpark Pagramantis (lit. Pagramančio regioninis parkas) ist ein Regionalpark im westlichen Litauen in den Rajongemeinden Šilalė und Tauragė. Das Territorium beträgt  136,44 km². Der Park wurde am 24. September 1992 errichtet. Geschützt werden die Landschaft der Akmena und der Jūra, deren Zusammenfluss, Täler und umliegende Wälder mit ihren Ökosystemen und ihrem Kulturerbe. 
Die Verwaltung des Parks befindet sich in Alijošiškės bei Tauragė.